# Pato Maravilha
Carlos Alexandre Santos Costa, mais conhecido como Pato Maravilha (Umbaúba, 18 de setembro de 1979), é deputado estadual, filiado ao Partido Liberal (PL), eleito pelo estado de Sergipe.